# ناظم الأطباء (كتاب)

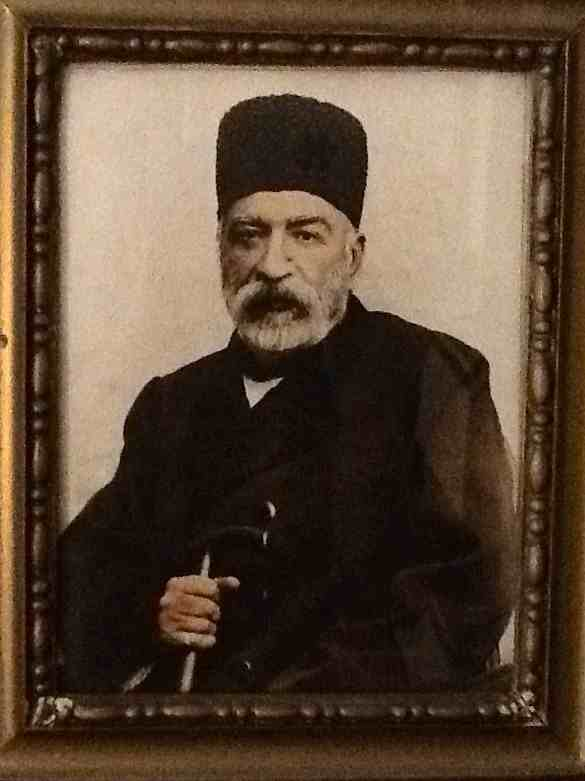

ناظم الأطباء كتاب في اللغة ألفه علي أكبر خان نفيسي الملقب بناظم الأطباء.ويسمى أيضا كتاب النفيسي في اللغة (فرهنگ نفیسی).

## وصلات خارجية
- http://www.rozbook.com/nafisi-culture-volume-1-and-2.html
- http://www.sid.ir/FileServer/JF/24013891209